# Kejsarpalatset i Kyoto

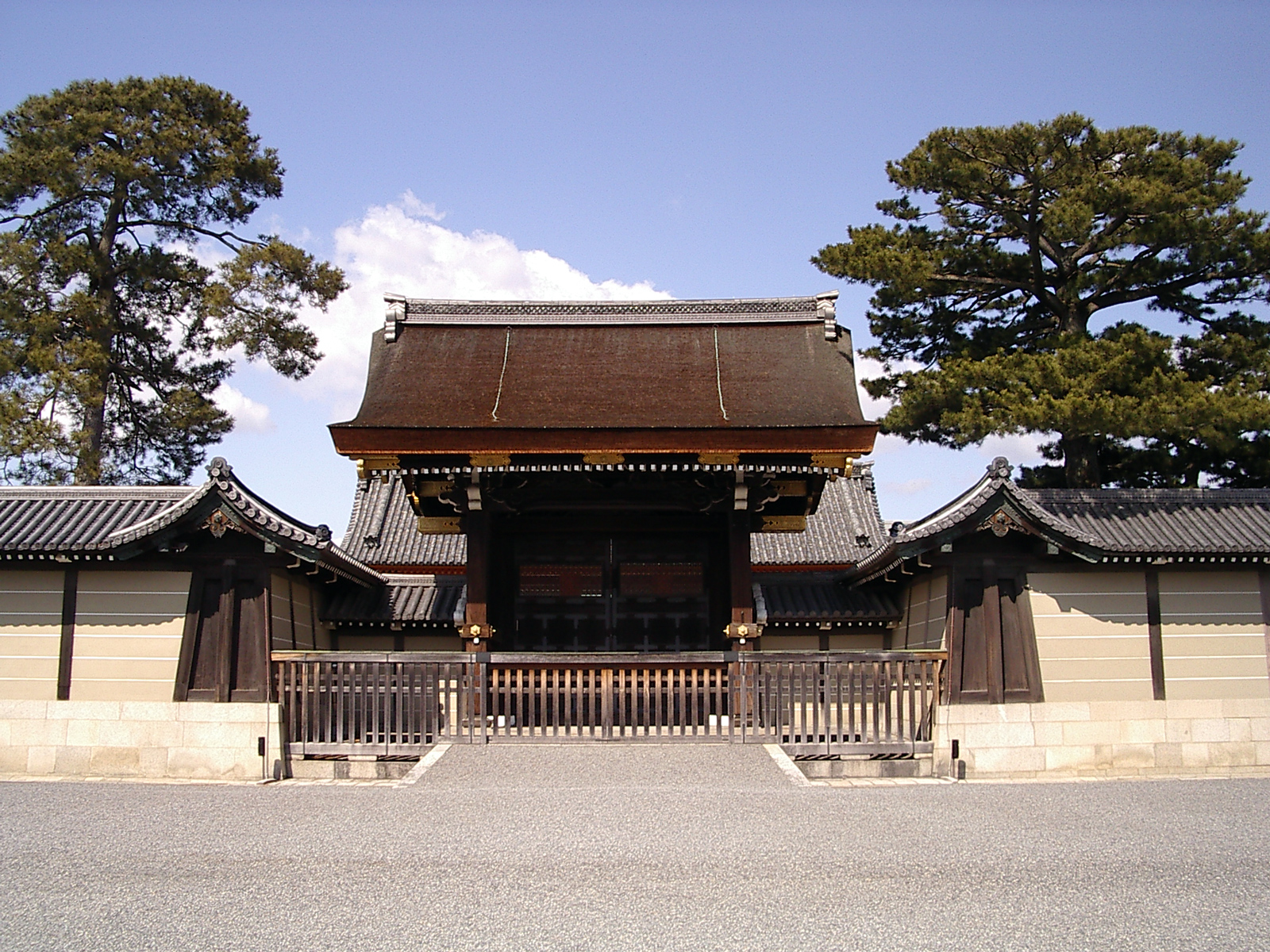
Kenrei-mon (建礼門), en av ingångarna till Kyōto-gosho.

Kejsarpalatset i Kyoto (京都御所 Kyōto-gosho) är det tidigare regeringspalatset för Kejsaren av Japan. Palatset ligger strax norr om Kyotos centrum.
Kejsarpalatset i Kyoto är det senaste av de kejserliga palatsen som byggdes vid eller nära platsen i den nordöstra delen av den gamla huvudstaden Heian-kyō efter övergivandet av det större Heianpalatset (大内裏 Daidairi). Det var beläget väster om det nuvarande slottet under Heianperioden. Palatset förlorade mycket av sin funktion vid tiden för Meijirestaurationen, när verksamheten i huvudstaden flyttades till Tokyo 1869. Ingen kejsare har bott i Gosho sedan 1869, då den kejserliga familjen och hovet flyttade till Tokyo vid Meijirestorationen. Men kejsarna Taisho och Shōwa hade fortfarande sina kröningsceremonier i Kyōto-gosho.
Kejsarna av Japan har bott i Kejsarpalatset i Tokyo sedan Meijirestaurationen 1869, bevarandet av Kyōto-gosho fastställdes 1877. Idag är palatset öppet för allmänheten och det kejserliga ministeriet är värdar för offentliga rundturer i byggnaderna flera gånger om dagen.